# Птерогоніум стрункий
Птерогоніум стрункий (Pterogonium gracile) — вид мохів порядку гіпнобрієвих (Hypnales).

## Поширення
Ареал охоплює такі частини світу: Європа, Африка, Північна Америка, Азія.
Зустрічається переважно на безвапнякових породах, а також на деревах.

## Характеристика
Характеризується деревоподібним розгалуженням. У сухому вигляді листя лежать на стеблі, як черепиця, і загнуті вбік. При зволоженні листя щільне і трохи відігнуте від стебла.